# Ван Оффель, Гораций
Гораций Ван Оффель (фр. Horace Van Offel; 22 сентября 1876, Антверпен — 6 октября 1944, Фульда, Гессен) — бельгийский писатель

, журналист, главный редактор нацистской газеты «Le Soir». Член Королевской академии французского языка и литературы Бельгии (исключён 21 октября 1944 года).

## Биография
Гораций Ван Оффель родился 22 сентября 1876 года в городе Антверпене. Потерял мать ещё в раннем детстве. Отец, начитанный человек, записал его в девятилетнем возрасте на курсы Королевской академии изящных искусств в Брюсселе. В 1891 году он стал учеником школы-интерната для студентов колледжа, где изучал греко-латинские гуманитарные науки. Вернувшись в родной город, он посещал художественные круги, читал авторов, которые оказали влияние на его более поздние произведения (Эдгара По, Шарля Бодлера, Вилье де Лиль-Адама, Барбе д’Оревильи, Жюля Верна и Эжена Сю) и опубликовал несколько рассказов в антверпенской прессе. Он также научился фехтованию и стал признанным мастером в этом виде спорта.
После некоторых раздумий Ван Оффель решил развиваться на литературном поприще и написал две антимилитаристские брошюры и несколько пьес. В то же время он женился и попытался жить в Париже, но пробыл там всего шесть месяцев. Затем он управлял антикварным магазином в «бриллиантовой столице мира», но бизнес рухнул, и он поселился в Брюсселе в нужде и нищете. Завсегдатай кафе «Hulstkamp», он продолжал поддерживать дружеские отношения с писателями и художниками, особенно с драматургом Фернаном Кроммелинком. Он также занимал должность редактора газеты «Карильон д’Остенде» (фр. «Carillon d'Ostende») и стал тесно сотрудничать с литератором Вилли, мужем актрисы и писательницы Колетт.
Продолжая публиковать статьи и короткие тексты в бельгийской прессе, Гораций Ван Оффель начал работать над романом «Возвышение» (фр. «L'Exaltation»), который появится только в 1919 году, после Первой мировой войны, во время которой он пятнадцать месяцев служил в звании младшего лейтенанта в Руане.
В 1917 году сборник его военных рассказов под названием «Les Nuits de garde» обеспечил ему десятилетний контракт с парижским издателем Альбеном Мишелем. С этого момента началась его литературная карьера, и публикации его романов, переведенных на несколько языков, следовали одна за другой в устойчивом темпе. С 1921 года он успешно испробовал свои силы в историческом романе «Галантный персонаж», рассказывающем о жизни Ван Дейка, и постепенно перешел к написанию приключенческих романов, действие которых происходит на фоне европейских войн: «Полковник де Сент-Эдм» (1927), действие которого происходит во времена наполеоновских завоеваний, или «Le Gueux de mer» (1936), повествующий об эпизоде войны между Испанией и Голландией в XVI веке. Он также написал научно-фантастический роман «Фовистский террор» (1922), фантастический роман, опубликованный в журнале «Кассандр» под названием «La Brèche de Breda», и два детективных романа для альманаха «Маска».
В книге «Заключенные» («Les Enfermés») Ван Оффель рисует ужасающие нравы исправительной тюрьмы, грубое, жестокое начальство, беззащитных заключенных, которых автор называет «жертвами капиталистического строя». В повестях «Армия бедняков» («Une armée de pauvres»), «Ночь на страже» («Une nuit de garde») он развертывает кошмарные картины жизни, на которую обречены люди, лишенные общественной поддержки; симпатии автора всецело на стороне угнетенных, презираемых. В своей шедшей с успехом на сцене пьесе «Победа» («La victoire», 1909) автор прославлял человеческую энергию, неустанную борьбу во имя разумных и серьезных целей.
Несмотря на успех, семейные и финансовые проблемы вынудили его вернуться в Брюссель. Его приняли с уважением, и 11 января 1936 года он был избран на 21-е место Королевской академии французского языка и литературы Бельгии. В том же году появился сборник его сказок с оригинальными иллюстрациями Джеймса Энсора, Леона Спиллиарта и Мориса де Вламинка.
Однако Ван Оффель уничтожил свое наследие ровно также, как и многие российский деятели культуры после начала вторжения России на Украину, сотрудничеством с кровавым режимом. В мае 1940 года он решил присоединиться к команде нацистской газеты «Le Soir» (букв. «Вечер»). Будучи главным редактором, он опубликовал множество пропагандистских текстов, прославляющих Гитлера и его победы. Когда войска Антигитлеровской коалиции стали освобождать оккупированные территории, он трусливо бежал в Германию, где 6 октября 1944 года в городе Фульде его и настигла смерть предателя. 21 октября 1944 года Королевская академия французского языка и литературы Бельгии вышвырнула Ван Оффеля из своих рядов за сотрудничество с оккупантами. Его имя исчезло также из всех энциклопедий СССР, при том, что в первом издании «Большой советской энциклопедии» (1927 год) ему уже была посвящена отдельная статья, хотя его литературная карьера ещё только набирала обороты.